# Церква святих чудотворців і безсрібників Косми і Дам'яна (Перепельники)
Церква святих чудотворців і безсрібників Косми і Дам'яна в Перепельниках — парафія і храм греко-католицької громади Зборівського деканату Тернопільсько-Зборівської архієпархії Української греко-католицької церкви в селі Перепельники Тернопільського району Тернопільської области.
Давня дерев'яна церква оголошена пам'яткою архітектури місцевого значення.

## Історія церкви
У селі розташовані дві церкви: стара, збудована у 1854 році, та новозбудована. У старій церкві богослужіння вже не проводяться, однак за радянських часів вона була відкритою, і її відвідували віряни з сусідніх сіл.
Новий храм будували з 1995 по 2005 рік на території нового цвинтаря. Його будівництво стало можливим завдяки пожертвам, зокрема від колишніх жителів села, які проживають за кордоном.
Освячення нової церкви відбулося 18 серпня 2006 року за участі владики Василія Семенюка, а також декана та інших священників. Цього ж дня владика Василій Семенюк здійснив візитацію парафії.
У 1992 році парафія села Перепельники, разом із отцем Павлом Борсуком, вийшла з Московського патріархату та приєдналася до Української греко-католицької церкви.
Наразі при парафії діють спільноти «Матері в молитві» та Марійська дружина.

## Парохи
- о. Іван Мандзюк (1940-і),
- о. Йосиф Мовчан,
- о. Мирослав Дудкевич,
- о. Степан Метельський,
- о. Павло Борсук (з 1973).